# Cal Gort (Torrebesses)
Cal Gort és una obra de Torrebesses (Segrià) inclosa a l'Inventari del Patrimoni Arquitectònic de Catalunya.

## Descripció
Habitatge de cantonera que consta de dues parts ben diferenciades, la medieval, que fa cantonera i té uns arcs molt petits sota un ràfec molt sobresortit, i l'altra part de l'edifici, d'estil neoclàssic, del segle xviii i que presenta una galeria amb una esvelta arcaria en la mateixa façana. La casa es perllonga amb un porxo que inicia el carrer Gort. La casa és de planta rectangular a dos vessants que corresponen per la part anterior amb les galeries lliures de compartimentacions i l'entrada. La planta baixa quadriculada amb un sistema de voltes a quatre vents, una paret que es correspon amb la biga de carreus li fa de suport i fa de separació de les habitacions de la part posterior.